# Appeville-Annebault
Appeville-Annebault è un comune francese di 894 abitanti situato nel dipartimento dell'Eure nella regione della Normandia.

## Società

### Evoluzione demografica
Abitanti censiti